# Genussa
Genussa is een geslacht van vlinders uit de familie van de spanners (Geometridae) en de onderfamilie Ennominae.

## Soorten
- Genussa aestuata Linnaeus, 1758
- Genussa altaba Druce, 1890
- Genussa canescens Walker, 1865
- Genussa celerenaria Walker, 1864
- Genussa cercata Dognin, 1893
- Genussa cluaca Druce, 1893
- Genussa famulata Felder, 1875
- Genussa semipleta Warren, 1904
- Genussa vicina Schaus, 1911